# Église Notre-Dame-du-Rosaire de Béja
L'église Notre-Dame-du-Rosaire de Béja (arabe : كنيسة نوتردام دو روزار بباجة), située dans la ville de Béja en Tunisie, est une ancienne église catholique construite entre 1936 et 1938. Cédée au gouvernement tunisien en 1964, elle est transformée en complexe culturel.

## Premiers édifices
À l'époque romaine, Béja (anciennement Vaga) est un évêché très important, justifiant la construction d'une basilique reconvertie par la suite en mosquée. Malgré la conquête arabe, l'évêché ne sera jamais supprimé et aura toujours des évêques titulaires officiant en dehors de Tunisie : Monseigneur Anton Theodor Fortunatus Spruit, vicaire apostolique de Luanfu en Chine en est l'évêque en 1936.
Il faut attendre l'instauration du protectorat français de Tunisie pour que la présence chrétienne à Béja justifie sa transformation en paroisse en 1883. Les premiers offices se tiennent dans une baraque en bois du camp militaire et les premiers prêtres sont des aumôniers militaires. Cette installation provisoire est sans doute à l'origine des incendies qui détruisent le bâtiment, son mobilier et ses ornements à deux reprises, au point d'en décourager le prêtre titulaire qui quitte la paroisse. Pendant deux ans, la ville se retrouve sans prélat et c'est le curé de Souk El Arba qui doit se déplacer pour dire la messe dans une salle mise à disposition dans le contrôle civil.
Les tentatives de construire une église restent vaines, faute de dons suffisants des fidèles, comme le reconnaît le contrôleur civil : « En dehors des fonctionnaires qui vivent d'appointements médiocres, nous n'avons que quelques colons très peu fortunés vivant tant bien que mal de leur travail et quelques Italiens et Maltais, tout à fait pauvres ». En attendant, le nouveau prêtre, l'abbé Neu, doit dire la messe dans une maison de quatre pièces qui sert de presbytère et de chapelle.
Des fonds sont finalement débloqués et une église est construite dans les jardins du contrôle civil. Sa bénédiction a lieu le 9 janvier 1898. Elle est largement suffisante pour la population chrétienne de la paroisse qui oscille entre 2 000 et 4 000 personnes, dont une forte proportion de Siciliens qui ne fréquentent pas l'église, faute de parler français. Un prêtre italien vient donc rejoindre l'abbé Neu mais, ne parlant pas le sicilien, il n'a pas plus de succès que son collègue.

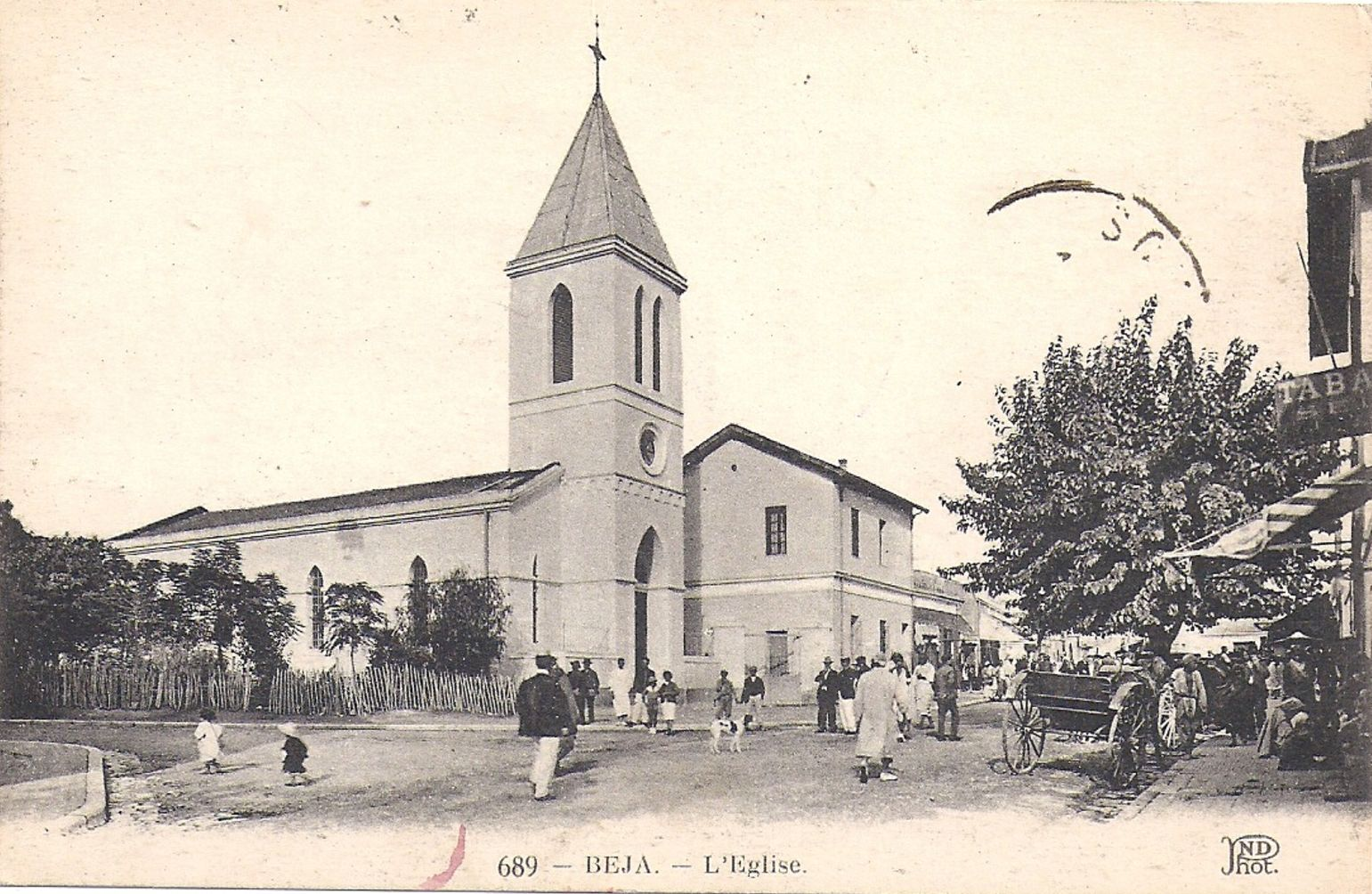
Première église vers 1910.

Après avoir envisagé la construction d'une chapelle italienne, ces difficiles paroissiens finissent par se créer leur propre lieu de culte lorsqu'une statue de saint Joseph haute de 1,80 mètre est livrée à Béja le 10 mai 1908 pour être installée en fanfare sur l'autel de l'église, après avoir fait l'objet d'une procession monstre dans la ville. Une semaine plus tard, 200 Italiens investissent l'église, enlèvent la statue de san Giuseppe et l'installent dans la ferme de Mr Barraud au lieu-dit Le Bardo. Malgré les pressantes démarches de l'abbé, rien ne décide les ravisseurs à rendre l'objet de leur larcin. On décide donc d'organiser un pèlerinage une ou deux fois par an vers cet oratoire improvisé. Le pèlerinage dure jusque dans les années 1990, tant qu'il reste des Italiens à Béja.
L'ouverture de mines dans la région et la construction de la ligne de chemin de fer Tunis-Tabarka entraînent une augmentation de la population européenne dans la région. La paroisse s'étend sur un très vaste territoire couvrant El Afareg, Ksar Mezouar, Djebel Abiod (Nefza) et les mines de Khanguet-et-Tout, Sidi Ahmed et Tamera, sans oublier le Munchar où la Société des fermes françaises a créé un village où la population chrétienne se monte à 180 personnes.
En 1921, il faut consolider l'église. On répare son clocher, sa toiture et ses murs et on commence à envisager la construction d'une église plus grande et plus solide, d'autant qu'en 1922, le pèlerinage à saint Joseph réunit plus de mille personnes.

## Construction de l'église Notre-Dame-du-Rosaire
Le 21 juin 1936, la première pierre de la nouvelle église est bénie par Monseigneur Rouvelet, l'ancien curé. Installée sur le plus grand carrefour de Béja, cet édifice mesure 37 mètres de long sur 19 mètres de large et la flèche du clocher atteint 35 mètres de haut. En attendant la fin des travaux, les offices ont lieu dans un vaste garage aménagé pour l'occasion. La bénédiction finale a lieu début 1938 devant une foule de 2 500 personnes.

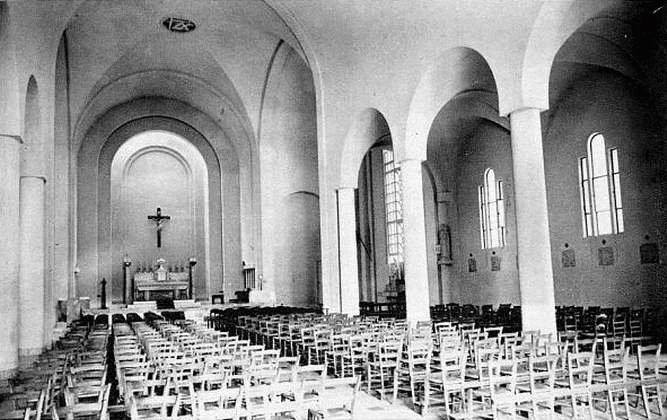
Carte postale montrant la nef.

Cinq ans plus tard, les débuts de la campagne de Tunisie ont des conséquences catastrophiques pour la toute nouvelle église. 17 raids aériens allemands survolent la ville pendant ce conflit. Le 20 novembre 1942 à midi, 21 appareils des forces de l'Axe déchargent leur cargaison de bombes sur Béja. L'une d'elles tombe dans la cour de la mosquée, deux autres atteignent le clocher, le presbytère est détruit et les explosifs tombés à proximité détruisent portes et fenêtres de l'église. La ville est désertée par sa population jusqu'à la fin des combats en mai 1943. L'église et le presbytère peuvent alors être reconstruits.

## Bâtiment après l'indépendance
L'indépendance du pays provoque le départ de nombreux Européens vers la France et l'Italie mais il reste encore un millier de chrétiens en 1956. La région est essentiellement agricole et moins touchée que les grandes villes par le départ des fonctionnaires. La nationalisation des terres européennes le 12 mai 1964 change tout. Les colons français comme italiens sont expulsés de leur maison et n'ont d'autre choix que de quitter la région. Le modus vivendi signé entre le gouvernement tunisien et le Vatican le 10 juillet 1964 prend acte de cette disparition de la communauté chrétienne de Béja. Son église est cédée au gouvernement tunisien avec l'assurance qu'elle ne sera utilisée qu'à des fins d'intérêt public compatibles avec son ancienne destination. Les cloches sont descendues et, nanties d'autorisation, partent en France rejoindre d'autres clochers.
Désacralisée, l'église est alors transformée en complexe culturel. En 2019, sa gestion est transférée au ministère des Affaires culturelles afin de l'exploiter comme un espace de manifestations artistiques et culturelles. Il est également décidé d'y installer le siège du commissariat régional des affaires culturelles.
Le 22 janvier 2024, un arrêté en fait un monument classé.

## Prélats responsables de la paroisse
- Abbé Giudicelli (1883-?) ;
- Abbé Danielli (1886-1892) ;
- Abbé Aquilina (1892-1893) ;
- Abbé Neu (1895-1921) ;
- Abbé Le Ruzic (1921-1922) ;
- Abbé Rouvelet (1922-1933) ;
- Abbé Bonjean (1933-1945) ;
- Abbé Ramelon (1945-1956) ;
- Abbé Héling (1956-1964).